# Planxa de neu

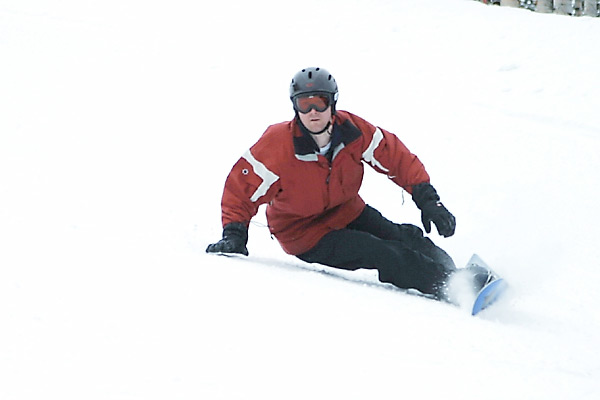
Planxa de neu

S'entén per post, taula o planxa de neu (en anglès, snowboard) una planxa utilitzada per a practicar la davallada sobre la neu (surf de neu) amb la peculiaritat que els dos peus van subjectats a la mateixa fusta i de manera lateral.

## La Planxa de neu
L'any 1965 i l'enginyer nord-americà Sherman Poppen va inventar el Snurfer mentre mirava com les seves filles jugaven amb un esquí, així va construir el que podem denominar la primera taula. Es tractava d'una senzilla taula de fusta contraxapada, de dimensions bastant menors a les taules actuals, que no tenia plataformes per als peus i que duia una corda en la punta de la taula que ajudava a mantenir l'equilibri.
La Brunswick Company es va decidir a comercialitzar el Snurfer, obtenint un èxit considerable de vendes en els anys 60 i 70. La primera competició de Snurfer es va celebrar l'any 1968 en Michigan i va consistir en un descens en línia recta. En l'any 1969 el surfista i afeccionat a l'esquí Dimitrije Milovich va començar a dissenyar taules de surf de neu, utilitzant a més de fusta laminada el polièster. Així va néixer la Winterstick, utilitzada per a la neu pols tenia una longitud similar a un esquí però el triple d'ampla i igual que el Snurfer tampoc tenia fixacions. A principis dels anys 70 es va començar a treballar més profundament en el disseny d'aquelles rudimentàries taules, així Tom Sims i Jake Burton van començar a redissenyar les taules, arribant a fundar cadascun la seva pròpia empresa. Aquests i molts altres com Ignasi Ribó, Chuck Barfoot, Bob Weber, Chris Sanders (Avalanche Snowboards), Mike Olson (GNU Snowboards)…, recolzats en l'auge que el surf de neu estava aconseguint construïen noves taules utilitzant altres materials com la fibra de vidre i provant amb dissenys diferents. Determinant va ser també l'aportació feta per Jeff Grell que va construir la primera fixació de carcassa, el que va propiciar que Jake Burton, en un concurs celebrat l'any 1978, fora el primer home a utilitzar una taula Burton amb fixacions. Els concursos de surf de neu van prosperar a gran velocitat i l'aparició de noves companyies propiciava l'evolució de botes, fixacions i taules.
Cap a 1980, Terry Kidwell va llevar la placa de metall d'una Winterstick para començar a desenvolupar el freeride. Simultàniament a Europa es començava a treballar seguint els passos dels nord-americans, així van sorgir novetats com la fixació plana per a bota dura (inventada pel suís Fernándes) o experiments de dubtós èxit com el Swingboo, que consistia en una taula aproximadament d'1 metre de longitud formada per dues esquís units i en la qual l'equilibri en la corba s'arribava a traslladant el pes de tal forma que sempre hagués dues làmines en contacte amb la neu. El 1987 es va celebrar el primer Campionat oficial del món a Breckenridge (EUA) i a Saint Moritz (Suïssa). És a mitjans dels anys 80 i principis dels 90 i per tot el que hem comentat (arribada gran públic, proliferació de marques, utilització de nous materials i components d'última generació, maduresa de la disciplina professional, ....), quan es produïx el gran boom del surf de neu de tal forma que en els Jocs celebrats en 1998 en Nagano (Japó), el surf de neu adquireix la categoria d'esport olímpic. A pesar de ser un esport relativament jove molts fabricadors, esportistes, dissenyadors i pioners han contribuït al seu desenvolupament, sense oblidar per descomptat la influència d'esports com el surf, el skate i l'esquí. Aquest esport ha crescut tant a partir dels anys 1990, degut en part a la seva espectacularitat i en part que és més senzill que l'esquí a l'hora d'aprendre'l. Les diferències amb l'esquí són, a part de la taula, que els lligaments del surf de neu no se solten mai fins que ho decideix el corredor, i que les botes són, generalment, més toves. És estranya la manera de funcionar del surf de neu a nivell competitiu, ja que la ISF (Federació Internacional de Surf de neu) va dissoldre, creant-se després la WSF. Ni l'anterior ni l'actual són la màxima representació del surf de neu, pel que les proves del Campionat del Món no són realment les més valorades, sinó que són moltes altres les competicions més i millor valorades pels practicants. Des de la temporada 2002-2003 s'ha creat un nou tipus de competició, creada pels corredors, denominada TTR (ticket to ride), molt més oberta quant a participació i possibilitats (cada corredor pot fer tantes rondes com vulgui i són els mateixos participants els quals trien al vencedor), obre un nou camp de gestió i organització del surf de neu marcadament separat de les associacions internacionals, en les quals l'interès estava més en els diners que en la promoció i el bon funcionament del surf de neu.

## Freestyle
El freestyle (estil lliure): És una modalitat que se centra a fer trucs, que són piruetes, salts, tirabuixons, etc. Per fer aquests trucs es fan servir diferents mòduls per ajudar al "raider", aquests moduls també servixen per distingir les diferents disciplines dins del Freestyle (Halfpipe, Solpestyle, Big Air, Jibbing i Quarterpipe).

### Eslàlom paral·lel
Baixen primer de manera individual i es classifiquen els 32 millors temps per a les eliminatòries. En aquestes, surten dos competidors alhora amb portes automàtiques i descendeixen un cop per cada costat. En aquestes el vencedor va passant mànegues fins a la final. La modalitat d'Eslàlom gegant és l'olímpica. en què el pal interior de la porta és curt per facilitar la inclinació en corba del rider. Els competidors fan servir una bota rígida, semblant a la d'esquí, però amb més inclinació. Aquesta bota va començar sent la més habitual entre els practicants del nou esport, allà pels 80, però ara ha quedat relegada a aquesta competició.

### Bordercross
És una modalitat que es disputa amb 4 competidors alhora, que baixen per una pista plena de salts, curava i diferents obstacles. Primer descendeixen individualment, i es classifiquen els 32 millors temps, i després passen a les eliminatòries. En aquesta modalitat convé que el practicants que vagin amb bota tova i de bota dura d'Eslàmon. El bordercross és una modalitat des dels jocs olimpics de Turín 2006.

### Snowboard de muntanya o travessia
Aquesta modalitat és més comú en esquí, però fa uns anys es va introduir al snowboard a través de taules especials que es diuen splitboard.

### Freeride
Aquesta modalitat està enfocada al descens per llocs extrems, fora de les pistes. Quan es fon amb el freestyle (en aspectes com la utilització d'elements naturals com tallats de roques, cingles, arestes, etc.) es coneix com a Freeride extrem.